# ローラント・フォン・ファーバー＝カステル
ローラント・ローター・ヴォルフガング・クリスティアン・エルンスト・ヴィルヘルム・グラーフ・フォン・ファーバー＝カステル（Roland Lothar Wolfgang Christian Ernst Wilhelm Graf von Faber-Castell, 1905年4月21日 シュヴァルツェンブルック - 1978年2月2日 アンスバッハ）は、ドイツの土地経営者・工場経営者。伯爵。

## 生涯
文房具産業で財を成したファーバー家の女子相続者オッティリ―・フォン・ファーバーとその夫アレクサンダー・フォン・カステル＝リューデンハウゼン伯爵の間の第4子、長男。ホーエンハイム農科大学（ホーエンハイム大学）で農学を学ぶ。1926年学生組合コーアス・スエヴィアの、1930年コーアス・ゲルマニア・ホーエンハイムの会員となった。そして学業を修めるとニュルンベルク近郊シュタインのファーバーカステル社の工場群、そしてファーバー城に付属する家族世襲財産の大規模農地の経営者となった。複数の商社の監査役会に所属し、また複数の都市の名誉市民にもなった。1962年バイエルン州功労勲章を受章。
私生活では、生涯に3度結婚した。1928年アリックス＝メイ・フォン・ファルケンベルク・ウント・ルートヴィヒスドルフ（1907年 - 1979年）と最初の結婚をし、2男2女をもうけた後1935年に離婚。1938年カタリーナ・シュプレッヒャー・フォン・ベルンエック（1917年 - 1994年）と再婚し、長く連れ添って3男3女をもうけるが、1969年離婚。同年ウルスラ・ボーデン（1924年 - 2003年）と3度目の結婚をした。最初の妻との間にはフーベルトゥス・フォン・ファーバー＝カステル（1934年 - 2007年）らがいたが、2番目の妻との間の最年長男子だったアントン・ヴォルフガング・フォン・ファーバー＝カステル（1941年 - 2016年）が後継者となった。

## 引用
1. ↑  Anschriftenliste des Weinheimer SC. Darmstadt 1928, S. 208.
2. ↑  Walter Habel (Hrsg.): Wer ist wer? Das deutsche who's who. 15. Ausgabe von Degeners Wer ist's? Berlin 1967, S. 421.